# 90709 Веттін
90709 Веттін (90709 Wettin) — астероїд головного поясу, відкритий 12 жовтня 1990 року.
Тіссеранів параметр щодо Юпітера — 3,282.